# Boksački klub Dinamo
Boksački klub Dinamo je boksački klub kojeg su osnovali Bad Blue Boysi, navijačka skupina NK Dinamo Zagreb. Glavni cilj kluba je očuvati vrijednosti Zagreba i njegovu slavnu sportsku tradiciju te omogućiti mladim Zagrepčanima mjesto na kojem će imati priliku baviti se sportom i učiti o pozitivnim vrijednostima. Klub je otvoren za sve dobne skupine, no posebni naglasak stavljen je na klince i razvoj mlađih boksačkih generacija te stvaranje zdravog kolektivnog tima sportaša.
BK Dinamo, kao i njegov "stariji brat" Futsal Dinamo, funkcionira prema demokratskom načelu "jedan član, jedan glas". Prvi predsjednik kluba je Tomo Kadić iz BK Gladijator koji je BK Dinamu omogućio logostičku i sportsku podršku.

## Vanjske poveznice
- Medumrežne stranice BK Dinamo  Arhivirana inačica izvorne stranice od 23. travnja 2017. (Wayback Machine)
- Medumrežne stranice Futsal Dinamo
- Međumrežne stranice Bad Blue Boysa